# Sigmund Handel
Sigmund Handel, auch Sigismund Handel, Sigmund Freiherr von Handel und Sigismund Freiherr von Handel (* 25. März 1812 in Wien; † 3. Juni 1887 in Linz) war Statthaltereirat und Abgeordneter zum Österreichischen Abgeordnetenhaus.

## Leben
Sigmund Handel war Sohn des Gutsbesitzers Paul Anton Freiherr von Handel († 1847). Nach dem Besuch eines Gymnasiums in Frankfurt absolvierte er ab 1828 Philosophische Jahrgänge und studierte Rechtswissenschaft an der Universität Wien. Im Jahr 1835 trat er in den Finanzdienst ein, zunächst in Wien, im selben Jahr aber wurde er schon Offizial an der Kameralbezirks-Verwaltung und Ratsprotokollist am Gefälls-Bezirksgericht in Innsbruck. Ab 1837 arbeitete er in Galizien, zunächst als Kameral-Bezirkskommissär in Tarnów, ab 1839 als provisorischer und ab 1841 als wirklicher Sekretär an der Kameral-Gefällen-Verwaltung für Galizien und die Bukowina in Lemberg. 1842 wurde er Kameralrat und Vorstand der Kameral-Bezirksverwaltung und des Gefälls-Bezirks-Gerichts in Wadowice. Im Jahr 1847, nach dem Tod seines Vaters, übernahm er die Verwaltung des Familienguts Hagenau in der Gemeinde St. Peter (heute St. Peter am Hart, Bezirk Braunau am Inn). 1855 wurde er Statthaltereisekretär in Ödenburg/Sopron in Ungarn. 1861 wurde er Statthaltereisekretär in Linz, 1868 Bezirkshauptmann in Vöcklabruck und 1873 Statthaltereirat in Linz. Im Jahr 1879 ging er in den Ruhestand.
Er starb am 3. Juni 1887 im Alter von 75 Jahren (laut Sterbeeintrag) an einer Herzlähmung (laut Zeitungsartikel an der Folge eines wiederholten Schlaganfalles).
Er war römisch-katholisch und ab 1855 verheiratet mit Amalia (Amèlie) Gräfin Deroy, mit der er zwei Söhne hatte. Er war der Bruder von Heinrich (1806–1887, Präsident des Obersten Militärgerichts), Maximilian (1809–1885, Diplomat) und von Rudolf Freiherr von Handel (1821–1879, ebenfalls Abgeordneter zum Abgeordnetenhaus). Sein Sohn war der oberösterreichische Statthalter Erasmus von Handel (1860–1928).

## Politische Funktionen
Sigmund Handel war vom 7. Oktober 1879 bis zur Aberkennung seines Mandats am 10. Mai 1880 Abgeordneter des Abgeordnetenhauses im Reichsrat (VI. Legislaturperiode) und war dort für die Kurie Oberösterreich, Großgrundbesitz zuständig.

## Klubmitgliedschaften
Sigmund Handel war Mitglied im Klub der Vereinigten Fortschrittspartei (Verfassungstreuer Großgrundbesitz).